# Harriman (Tennessee)
Harriman és una població dels Estats Units a l'estat de Tennessee. Segons el cens del 2000 tenia 6.744 habitants.

## Demografia
Segons el cens del 2000, Harriman tenia 6.744 habitants, 2.907 habitatges, i 1.802 famílies. La densitat de població era de 259,3 habitants/km².
Dels 2.907 habitatges en un 24,8% hi vivien nens de menys de 18 anys, en un 41,9% hi vivien parelles casades, en un 15,6% dones solteres, i en un 38% no eren unitats familiars. En el 34,1% dels habitatges hi vivien persones soles el 15,9% de les quals corresponia a persones de 65 anys o més que vivien soles. El nombre mitjà de persones vivint en cada habitatge era de 2,25 i el nombre mitjà de persones que vivien en cada família era de 2,88.
Per edats la població es repartia de la següent manera: un 21,9% tenia menys de 18 anys, un 8,7% entre 18 i 24, un 25,6% entre 25 i 44, un 23,8% de 45 a 60 i un 20% 65 anys o més.
L'edat mediana era de 40 anys. Per cada 100 dones de 18 o més anys hi havia 78,5 homes.
La renda mediana per habitatge era de 23.736 $ i la renda mediana per família de 31.190 $. Els homes tenien una renda mediana de 26.616 $ mentre que les dones 20.278 $. La renda per capita de la població era de 14.763 $. Entorn del 18,6% de les famílies i el 22,8% de la població estaven per davall del llindar de pobresa.

## Poblacions més properes
El següent diagrama mostra les poblacions més properes.